# Al-Usba Al-Andalusiyya
Al-Usba al-Andalusiyya (العصبة الأندلسية, Liga Andalusí), a veces citada como el Círculo Andalusí de San Pablo, fue una agrupación literaria y cultural formada por escritores árabes emigrados en Latinoamérica. Fue fundada en Sao Paulo, Brasil, en 1932, y está considerada como una de las principales manifestaciones del Mahyar en Sudamérica. De 1933 a 1953, editó y publicó la revista literaria al-Usbua.

## Creación y características
A principios del siglo XX, la creciente inestabilidad de algunas regiones de Oriente Medio provocó importantes olas migratorias de la población árabe hacia Europa y América. Uno de los colectivos que más se vieron afectados por esta diáspora fueron los sirio-libaneses. Muchos de ellos optaron por trasladarse al continente americano, ya fuera al Norte o al Sur, atraídos por las promesas de mejores oportunidades para empezar una nueva vida más prospera. Por este motivo, se crearon importantes comunidades de sirio-libaneses en países como los EE. UU., Argentina o Brasil, lo cual propició que no se vieran del todo forzados a abandonar su lengua y su cultura.
Este panorama permitió a un nutrido grupo de intelectuales y escritores continuar con sus trabajos en el extranjero a través de la producción de obras en árabe y, en algunos casos,  en la lengua del país de acogida. En el ámbito de la historia de la literatura árabe, se conoce a este fenómeno como mahyar, o literatura del exilio.
Estos autores tendieron con frecuencia a unirse en movimientos o asociaciones, con publicaciones propias y estilos literarios cercanos. En el caso de los EE. UU., por ejemplo, encontraríamos la asociación Al-Rabita al-Qalamiyya y, en Argentina, a Al-Rabitat Al-Adabia. En Latinoamérica, esta tendencia no estuvo tan acentuada como en el Norte. Por lo general, no existieron grandes asociaciones aglutinadoras, cuyos miembros se caracterizaran por un ideario común y un estilo y una temática unidireccionales. Sin embargo, surgieron algunas excepciones de menor entidad. Una de las más relevantes fue al-Usba al-Andalusiyya (La Liga Andalusí), fundada en Sao Paulo, Brasil, en 1932. El mayor impulsor para la creación de esta asociación fue el poeta libanés Fawzi al-Ma’luf, apodado "el Rimbaud árabe" por sus colegas. A él pronto se le unen otros autores, como Elias Farhat, Habib Masud o Rachid Salim Juri. Su principal medio de difusión poética e ideológica fue la revista al-Usbua, editada ente los años 1933 y 1953.
A pesar de su considerable importancia, al-Usba al-Andalusiyya tampoco logró igualar el grado de uniformidad que alcanzaron los miembros de asociaciones como Al-Rabita al-Qalamiyya. Sin embargo, existen algunas características que podríamos considerar comunes a todos ellos. Generalmente, los autores pertenecientes a esta asociación estuvieron menos politizados que sus compatriotas en Norteamérica, aunque compartieron sus aspiraciones y preocupaciones en temas especialmente sensibles, como la independencia de los países árabes o la creación del estado de Israel. De igual forma, la carga metafísica de sus obras acostumbraba a ser bastante menor. Sus prioridades estuvieron más enfocadas en la estética y en la preservación de la lengua y la cultura árabes entre las comunidades de emigrados. Apostaron por el uso de un lenguaje clásico y poco innovador, muy influido por la forma y la temática de la poesía medieval andalusí, y prácticamente desecharon toda influencia de las tendencias literarias en boga en los países de acogida
Por lo que se refiere a los temas de sus trabajos, estos podrían considerarse como típicamente del mahyar. Por citar algunos ejemplos, predomina el tratamiento de las experiencias personales, la expresión del dolor social y colectivo, la añoranza por el recuerdo del país de origen y el ensalzamiento de la pureza de lo natural frente a la corrupción del hombre. La forma de abordar estas materias tampoco resulta especialmente homogénea y depende del estilo particular de cada autor. Así, en el caso de Fawzi al-Ma’luf, encontraríamos un mayor juego lingüístico en detrimento de la profundidad del mensaje; por el contrario, la poesía de Farhat es más filosófica y moralista, bastante en la línea de Jalil Gibran .
El hecho de no haber sido un movimiento uniforme dificulta concretar quiénes pertenecieron a él. Algunos poetas, debido a su activa participación en la asociación y por su habitual colaboración en la revista, no presentan ningún género de dudas. Sería el caso, por ejemplo, de los ya mencionados Farhat y al-Ma’luf. En otros, la clasificación no resulta tan clara, especialmente para aquellos que no residían en Brasil. Algunos tan solo publicaban esporádicamente en al-Usbat o simplemente compartían algunas afinidades literarias con los integrantes. No obstante, el único nexo de unión realmente sólido entre todos ellos era su situación de poetas árabes en el exilio. Entre ellos, por ejemplo, encontraríamos a los hermanos Zaki y Elias Qunsul.

## Algunos miembros destacados
- Fawzi al-Ma’luf
- Safik al-Ma’luf
- Elias Farhat
- Habib Masud
- Dawid Shakim
- Zaki Qunsul
- Elias Qunsul
- Rachid Salim Juri al-Qarawi